# Dvorek (Třebeň)
Dvorek (németül: Höflas) Třebeň településrésze Csehországban a Karlovy Vary-i kerület Chebi járásában. Központi községétől 1 km-re északkeletre, 437 m tengerszint feletti magasságban fekszik. A 2001-es népszámlálási adatok szerint 8 lakóháza és 20 lakosa van.

## Története
Írott források elsőként 1395-ben említik. 1869-ben Rohr településhez tartozott, de 1880 és 1950 között önálló község volt. Azonban 1961-ben ismét elveszítette önállóságát, ekkor Třebeň községhez csatolták, majd 1979-ben Františkovy Lázně városhoz. Az 1990-es közigazgatási átszervezés óta ismét Třebeň részét képezi.

## Nevezetességek
- népi építészet
- szakrális kisemlékek

## Fordítás
Ez a szócikk részben vagy egészben a Dvorek (Třebeň) című cseh Wikipédia-szócikk ezen változatának fordításán alapul.  Az eredeti cikk szerkesztőit annak laptörténete sorolja fel. Ez a jelzés csupán a megfogalmazás eredetét és a szerzői jogokat jelzi, nem szolgál a cikkben szereplő információk forrásmegjelöléseként.